# Вагонетка (памятный знак)
Памятный знак «Вагонетка» у Адмиралтейского пруда в Московском парке Победы был открыт 8 сентября 2001 года, в 60-летнюю годовщину начала блокады Ленинграда. Он представляет собой остов вагонетки, водружённый колёсами на гранитные постаменты в виде стилизованных рельсов. Это подлинный артефакт располагавшегося недалеко от этого места кирпично-пемзового завода № 1, который во время Второй мировой войны в 1942—1943 годах был переоборудован в крематорий. В его печах на таких вагонетках было сожжено более 100 тысяч тел жертв блокады Ленинграда. Их пепел погребён прямо на берегу пруда, где и стоит памятный знак. В 2001 году мемориальная зона бывшего кирпичного завода (включая памятный знак «Вагонетка») приобрела статус объекта культурного наследия России.

## Строение
Центральным элементом памятного знака является аутентичная вагонетка блокадного крематория. Она установлена колесами на двух гранитных постаментах, выполненных в форме стилизованных рельсов. С внешней стороны посередине каждого постамента-рельса находятся мемориальные таблички. Первая гласит: «Памятный знак „Вагонетка“. 1941—2001. К 60-летию начала блокады. // Вагонетка кирпично-пемзового завода № 1, подлинная реликвия времен Великой Отечественной войны. В 1942—1943 годах завод был переоборудован и служил местом кремации жертв блокадного Ленинграда». Архитектурное решение мемориала выполнено Анной Костюриной.
Вагонетка находится на берегу паркового Адмиралтейского пруда — в одном из тех мест, где сбрасывался пепел кремированных жертв Блокады.
|  |  |  |  |
|  |  |  |  |

## История

### Блокадный крематорий

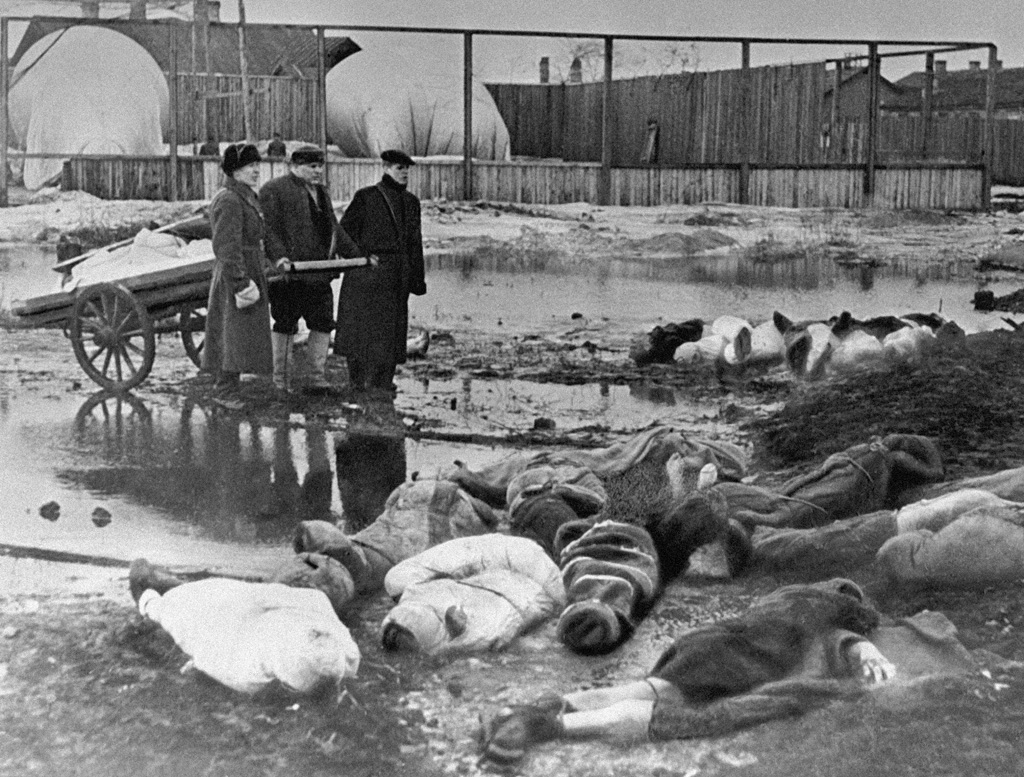
Скопление трупов на Волковском кладбище 1942 год.

22 июня 1941 года нацистская Германия напала на СССР. Уже 8 сентября 1941 года армия вермахта начала блокаду Ленинграда. Согласно планам Гитлера всё население многомиллионного города подлежало тотальному истреблению. За почти три года блокады в городе от голода, холода и обстрелов погибло по разным оценкам от 600 тысяч до 1,4 миллиона человек.
Уже поздней осенью 1941 года городской трест «Похоронное дело», чьи производственные возможности в мирное время не превышали 4—5 тысяч захоронений в месяц, перестал справляться со своими обязанностями. Сильные морозы, промерзание почвы, отсутствие техники, крайняя истощенность людей, работавших на кладбищах, мешали проводить захоронения с соблюдением необходимых санитарных норм. Возникла экстренная необходимость решения проблемы скопления непогребённых тел.

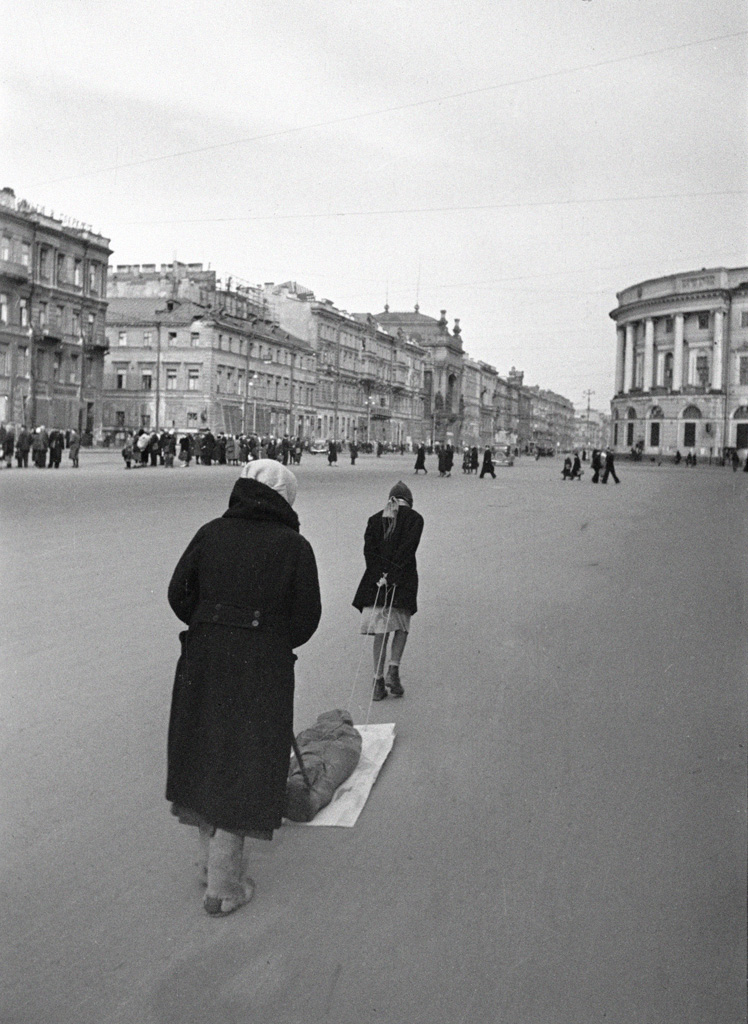
Женщина и девочка-подросток тащат завернутый в одеяло труп по Невскому проспекту. 1942 год.

Руководством города было принято решение организовать крематорий на базе Государственного кирпично-пемзового завода № 1. Он располагался на территории ныне занимаемой юго-западной частью Московского парка Победы (на пересечении современных Московского проспекта и Бассейной улицы). Первоначально были сомнения в технической возможности достижения необходимых для кремации температур в заводских печах. Однако начальник Управления коммунального хозяйства Н. М. Васильев, главный инженер В. Д. Мазохин и главный механик С. А. Дубровин после проведения ряда опытов добились успеха.
Крематорий начал свою работу в начале 1942 года. Сначала в эксплуатацию была пущена одна печь, но вскоре под эти же нужды была переоборудована вторая. Вагонетки длинною несколько более двух метров были переделаны — для большей вместимости им нарастили борта, наварив уголки и выложив края кирпичом.
Трупы со всего города на спецтранспорте (как правило, полуторатонных грузовиках) доставлялись на завод. Привозили тела как гражданских лиц, так и солдат. Трупы к воротам крематория также привозили жители ближайших домов. Через специально оборудованное окно по транспортёру тела попадали в кирпичный цех, где их укладывали на вагонетки «валетом». При помощи механического толчка вагонетки заводились внутрь печи. Она делилась на три части: подготовительную зону, зону кремации и зону охлаждения. Одновременно в печи находилось 40 вагонеток, из них непосредственно в зоне кремации — 10. В качестве топлива использовались дрова и сланец, которые загружались в печь со второго этажа. После сгорания трупов вагонетки проезжали в зону охлаждения, где они остывали. Несгоревшие останки отправлялись на повторную кремацию, а пепел ссыпался на другие вагонетки, которые по специально проложенному узкоколейному пути увозились вглубь заводской территории, где пепел ссыпался в карьеры, ранее использовавшиеся для добычи глины при изготовлении кирпича.
Крематорий просуществовал до 1943 года включительно. Он работал в три смены, пропускная способность одной смены составляла 800 трупов. Сколько точно тел было сожжено на заводе неизвестно. По некоторым оценкам было кремировано от 100 тысяч до 600 тысяч трупов.
В послевоенное время информация о блокадном крематории скрывалась властями. Разбитый на месте снесённого завода Московский парк Победы был построен по типу «героического пейзажа», все напоминания о трагических эпизодах войны были уничтожены. Только в 1986 году на месте крематория был установлен мемориальный православный крест.

### Находка и подъём вагонетки кирпично-пемзового завода

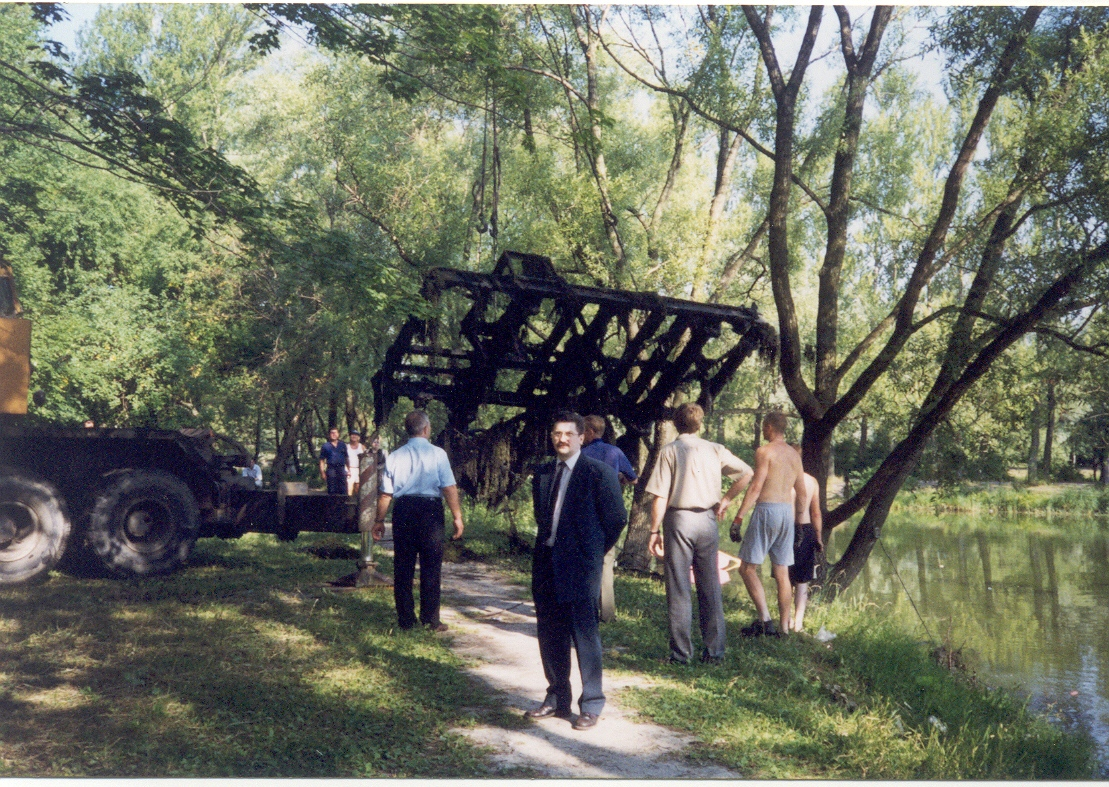
Подъём вагонетки со дна пруда

Каждое лето во время прогулок на лодках по Адмиралтейскому пруду отдыхающие наталкивались на некие металлические конструкции, поднимавшиеся со дна в 34 метрах от берега. На основе проведённых Музеем истории Санкт-Петербурга архивных исследований появилось предположение о возможной принадлежности этих механизмов бывшему кирпично-пемзовому заводу. Эта гипотеза подтвердилась при последующем тщательном осмотре конструкции. По инициативе и при финансовой поддержке президента корпорации «Ковчег» и меценатского «Фонда Жорно» Юрия Жорно летом 1999 года они были извлечены со дна пруда. Первая попытка подъёма вагонетки оказалась неудачна из-за сильного сопротивления илистого дна, поэтому для реализации задачи пришлось привлечь длинномерную подъёмную технику.

### Идентификация вагонетки
Для осмотра конструкций были приглашены очевидцы — работницы кирпично-пемзового завода, трудившиеся там годы войны. Они сообщили, что пепел ссыпался на дно именно этого пруда, и узнали части механизмов. А техническая экспертиза, проведённая музеем истории города, ещё раз подтвердила принадлежность находки кирпично-пемзовому заводу.
Найденное на дне пруда в Московском парке Победы устройство представляло собой именно вагонетку в основе которой была двухрамная конструкция. Одна рама, двухосная, передвигалась вдоль печи по рельсам. Другая, связанная с ней посредством шестерен, передвигалась перпендикулярно первой, управление движением которой осуществлялось с помощью сдвоенного штурвала, связанного карданной передачей с системой шестерён, и реечного устройства.
Сравнение данного механизма с аналогичным, приведённым в труде Ярошевского А. В. («Как сушить кирпич-сырец в тоннельной сушке». М.-Л.1940) позволило сделать вывод, что найденное устройство принадлежит кирпичному заводу 31 и служило для работы по обжигу кирпича в тоннельных печах, которые во время блокады выполняли роль крематория.
Кроме того, специалисты, сравнив очертания береговой линии и высотные отметки на до- и послевоенных картах, составленных по съёмкам ГРИИ, обратили внимание на существенные изменения в юго-западной части пруда. Здесь появился достаточно высокий холм, основой которого служит пепел погибших в дни блокады ленинградцев.
Таким образом сегодня с помощью свидетельства очевидцев и архивных исторических материалов места захоронений определены с абсолютной точностью: первоначально пепел ссыпался на дно пруда там, где была найдена вагонетка, а основная часть захоронений скрыта в глубине рукотворного холма, что подтверждает проведённая сотрудниками Санкт-Петербургской лесотехнической академии экспертиза проб почв.